# Кольморденський зоопарк
58°39′55″ пн. ш. 16°27′59″ сх. д. / 58.665277777778° пн. ш. 16.466388888889° сх. д.
Кольморденській зоопарк (швед. Kolmårdens djurpark) — зоопарк у Швеції, розташований в географічній місцевості Кольморден, за 18 км від міста Норрчепінг. Один з найбільших зоопарків Скандинавії, має у своєму складі також перший дельфінарій у Скандинавії, відкритий в 1969 році.

## Історія
Плани заснування зоопарку з'явилися в 1962 році. Його будівництво почалося 31 серпня 1964 року, а відкриття — 27 травня 1965 (в цей день вхід коштував всього 5 шведських крон і зоопарк відвідало 40 тисяч осіб). У 1997 році зоопарк був переданий з муніципальної власності у приватну власність. З 2001 парк належить фірмі Parks & Resorts Scandinavia.17 липня 2012 сірі вовки загризли до смерті працівника зоопарку у вольєрі.

## Атракціони
У Кольморденському зоопарку є ряд атракціонів, серед яких: дельфінарій, підвісна канатна дорога для спостереження за тваринами зверху (т. зв. «Сафарі»), тематичний парк «Світ Бамсе» (дитячого мультперсонажу ведмежа Бамсе), тематичний парк «Світ тигра» (присвячений цій тварині), «Колізей» (присвячений слонам). 8 квітня було оголошено про початок будівництва американських гірок «Дикий вогонь» (Wildlife).

## Тварини
В зоопарку живуть азійські слони — подарунок шведському королю від короля Таїланду, а також рисі, амурські тигри, леви, вовки, бурі ведмеді, лосі, жирафи, гібони, страуси, верблюди, пінгвіни, хижі птахи та інші.